# Tooptatmeer
Tooptatmeer, jedno od dva poznata sela Woccon Indijanaca, plemena iz porodice Siouan, koje se 1709. prema Johnu Lawsonu (1714.) nalazilo na području današnjeg okruga Greene u Sjevernoj Karolini, možda uz donji toke rijeke Neuse. Obadva sela, drugo je Yupwauremau, imala su 120 ratnika.